# John Casablancas
John Casablancas (Nova Iorque, 12 de dezembro de 1942 — Rio de Janeiro, 20 de julho de 2013) foi um empresário norte-americano. Fundador da agência de modelos Elite Model, Casablancas ficou conhecido pela sua habilidade em descobrir e lançar supermodelos.

## Primeiros anos
Filho de espanhóis da Catalunha, os quais haviam se exilado depois da Guerra Civil espanhola, Casablancas passou a infância no México e na Europa. Estudou no Instituto Le Rosey, na Suíça, uma das instituições educacionais mais exclusivas do mundo, de onde saíram cabeças coroadas como o Príncipe Rainier III de Mônaco e o último Xá do Irã, Mohammad Reza Pahlavi.

## Carreira

### Agências
Empresário perspicaz, conviveu com o grand monde social mas tornou-se internacionalmente conhecido como fundador da agência de modelos Elite, que lançou as mais famosas modelos e expandiu-se por vários países. Depois de um período afastado do meio, por uma cláusula de não-competição no mercado, voltou em 2008, com a inauguração da Joy Model Management.
Até o final de 2009 pretendia abrir filiais de sua nova agência em outros países.

### Agenciados
Durante vinte e cinco anos à frente da Elite, como presidente, descobriu e representou algumas das mais famosas modelos mundiais. Abaixo uma lista parcial de alguns nomes:
- Adriana Lima
- Alessandra Ambrósio
- Ana Beatriz Barros
- Andie MacDowell
- Ashley Judd
- Cameron Diaz
- Caroline Ribeiro
- Cindy Crawford
- Claudia Schiffer
- Daria Werbowy
- Drew Barrymore
- Fernanda Tavares
- Heidi Klum
- Isabeli Fontana
- Isabella Rosselini
- Kirsten Dunst
- Linda Evangelista
- Monica Bellucci
- Naomi Campbell
- Nastassja Kinski
- Paulina Porizkova
- Stephanie Seymour
- Tyra Banks
- Uma Thurman
- Lia Marinho

## Vida pessoal

### Família
John Casablancas era casado pela terceira vez com a ex-modelo brasileira Aline Casablancas, vencedora do Elite Model Look de 1992. O empresário teve cinco filhos, dentre eles Julian, vocalista da banda The Strokes, fruto da união com Jeanette Chistiansen, que foi modelo e «Miss Dinamarca».

### Morte
Casablancas morreu no dia 20 de julho de 2013, aos 70 anos, na cidade do Rio de Janeiro, em decorrência de um câncer.